# 迪茨赫尔茨塔尔
迪茨赫尔茨塔尔是德国黑森州的一个市镇。总面积37.45平方公里，总人口5887人，其中男性2944人，女性2943人（2011年12月31日），人口密度157人/平方公里。